# Phyllanthus pinjenensis
Phyllanthus pinjenensis är en emblikaväxtart som beskrevs av Maurice Schmid. Phyllanthus pinjenensis ingår i släktet Phyllanthus och familjen emblikaväxter. Inga underarter finns listade i Catalogue of Life.